# Otopeni
Otopeni je město v Rumunsku. Nachází se v župě Ilfov 15 km severně od centra Bukurešti. Žije v něm přibližně 22 tisíc obyvatel. Pod správou města je i vesnice Odăile.
Byly zde nalezeny doklady osídlení z doby železné. První písemná zmínka pochází z roku 1587, kdy je ves v darovací listině kláštera Sfânta Troiță jmenována jako Hodopeni. Nárůst počtu obyvatel začal ve dvacátém století díky blízkosti metropole a v roce 2000 bylo Otopeni povýšeno na město.
Město je významným dopravním uzlem. Nachází se zde Letiště Bukurešť Henriho Coandy a hlavní sídlo letecké společnosti TAROM. Prochází jím také silniční spojení mezi Bukureští a Ploještí.
V Otopeni sídlí Národní institut geriatrie a gerontologie Any Aslanové.
Narodila se zde mistryně Evropy ve veslování Ioana Tudoranová.